# Los Llanos (ort i Dominikanska republiken, San Pedro de Macorís, lat 18,62, long -69,50)
Los Llanos är en ort i Dominikanska republiken.   Den ligger i provinsen San Pedro de Macorís, i den östra delen av landet, 50 km öster om huvudstaden Santo Domingo. Los Llanos ligger 45 meter över havet och antalet invånare är 5 529.
Terrängen runt Los Llanos är platt. Runt Los Llanos är det tätbefolkat, med 266 invånare per kvadratkilometer. Närmaste större samhälle är Quisqueya, 11,7 km sydost om Los Llanos. Omgivningarna runt Los Llanos är en mosaik av jordbruksmark och naturlig växtlighet.